# Valencia megye
Valencia megye az Amerikai Egyesült Államokban, azon belül Új-Mexikó államban található. Megyeszékhelye és legnagyobb városa Los Lunas. Lakosainak száma 76 205 fő (2020. április 1.). Valencia megye Bernalillo, Torrance, Socorro és Cibola megyékkel határos.

## Népesség
A megye népességének változása:
| Lakosok száma | 76 787 | 76 875 | 76 591 | 76 284 | 75 737 | 76 205 |
|               | 2010   | 2011   | 2012   | 2013   | 2015   | 2020   |